# Nederland Muziekland
Nederland Muziekland was een muziekprogramma met Nederpop.
Het was aanvankelijk een televisieprogramma van de toen nog publieke omroep Veronica (1981-1993) en naderhand ook op de radio (1982-1995), waar het werd uitgezonden op de woensdagmiddag tussen 15:00 en 17:00 uur op Hilversum 1 en vanaf 4 december 1985 tot 30 augustus 1995 op Radio 2 met Chiel van Praag als langjarige presentator. De programmanaam werd later voortgezet door commerciële omroepen, eerst door RTL 4 en vervolgens door SBS6.

## Geschiedenis
In 1981 was het Veronica's reactie op het succesvolle TROS-programma Op volle toeren. Terugkerende onderdelen waren de Artiest van de Maand, de Gouwe Ouwe en de Spandoekenwedstrijd.
Het televisieprogramma werd op wisselende locaties in Nederland opgenomen. De optredens waren niet live maar werden geplaybackt. In de laatste jaren werd het programma in de studio opgenomen. Het radioprogramma werd ook vanuit de studio in Hilversum uitgezonden en kende meer tijd voor interviews. Vanaf de zomer van 1982 tot en met de zomer van 1993 toerde Veronica in het kader van "Veronica komt naar je toe deze zomer" met de "Grote Zomertruuk" door het land en werd er op de woensdag live vanaf locatie uitgezonden op Hilversum 1 dat vanaf 1 december 1985 verder ging als Radio 2, met presentator Chiel van Praag.
Erik de Zwart presenteerde het als eerste op televisie en was toen amper in beeld te zien. Toen hij in 1983 naar het popprogramma Countdown vertrok, werd hij opgevolgd door Chiel van Praag. Kortstondige presentatoren van de televisieversie waren verder Hans Perukel (1982), Ilona Visser (1983) en Bart de Graaff (1992-1993). Presentatoren van de  radioversie op Hilversum 1 (vanaf 1 december 1985 Radio 2) waren Chiel van Praag (1982-1992),  Edwin Diergaarde (1992-1993) en later tot en met de laatste uitzending op woensdag 30 augustus 1995 Peter Schuiten (1993-1995). Veronica zou per 1 september 1995 uit het publieke omroepbestel stappen en commercieel gaan, waarmee het programma op radio en televisie stopte bij Veronica.
Het televisieprogramma kreeg een vervolg bij RTL 4 (1996-1998) met Chiel van Praag en ook een tijdje Daniëlle Overgaag (1996-1997). In 2013 blies SBS6 het programma nieuw leven in en de presentatie lag ditmaal in handen van Jim Bakkum en Nick Nielsen. Hier zijn 3 seizoenen van gemaakt (tot aan de zomer van 2015).